# タイリース・ハリバートン
タイリース・ジョン・ハリバートン（Tyrese John Haliburton, 2000年2月29日 - ）は、アメリカ合衆国ウィスコンシン州オシュコシュ出身のプロバスケットボール選手。NBAのインディアナ・ペイサーズに所属している。ポジションはポイントガード。元NBA選手のエディー・ジョーンズは従兄にあたる。

## 経歴

### カレッジ
アイオワ州立大学で2年間プレーし、2020年のNBAドラフトにアーリーエントリーした。

### サクラメント・キングス
2020年11月20日のNBAドラフトにおいて、全体12位でサクラメント・キングスから指名され、27日に契約した。

### インディアナ・ペイサーズ
2022年2月8日にドマンタス・サボニス、ジェレミー・ラム、ジャスティン・ホリデーとのトレードで、バディ・ヒールド、トリスタン・トンプソンと共にインディアナ・ペイサーズへ移籍した。
2023-24シーズン、11月5日のシャーロット・ホーネッツ戦でキャリアハイの43得点を記録、アシストも12を記録し、球団史上初の、1試合40得点・10アシスト以上を記録した選手となった12月29日のシカゴ・ブルズとの対戦でキャリアハイとなる、20のアシストを記録した。このシーズン、1試合平均10.9アシストを記録し、初のアシスト王となった。
2024-25シーズン、プレーオフ1回戦、ミルウォーキー・バックスとのゲーム5では、決勝のレイアップを決めるなど、26得点、9アシスト、5リバウンド、3スティール、3ブロックを記録して、ファーストラウンド突破に貢献した。プレーオフ準々決勝、クリーブランド・キャバリアーズとのゲーム2では、残り時間27秒で116-119とリードを許す中、フリースローを得て、1本目を決め、2本目を外すが自らがオフェンスリバウンドを取ると、ステップバックの3ポイントを成功させ、120-119で大逆転勝利を収めた。プレーオフカンファレンス決勝、ニューヨーク・ニックスとのゲーム1では、オーバータイムに持ち込むブザービートショットを決めるなど、31得点、11アシストを記録し劇的な大逆転勝利に貢献した。ゲーム4では32得点、12リバウンド、15アシスト、4スティール、0ターンオーバーのトリプルダブルを記録し、試合にも勝利した。プレーオフで30得点・10リバウンド・15アシストのを達成したのはオスカー・ロバートソンとニコラ・ヨキッチに続いて史上3人目であり、1977-78シーズンにターンオーバーが正式に統計されて以降、プレーオフの1試合を30得点・10リバウンド・15アシスト超えかつ0ターンオーバーで試合を終えた史上初の選手となった。オクラホマシティ・サンダーとのNBAファイナル第7戦では右ふくらはぎの負傷を押して出場したが、第1クォーター途中に負傷し、（後に右アキレス腱断裂と判明）以降は試合に戻ることが出来ず、チームも優勝を逃した。

## 個人成績

### NBA

#### レギュラーシーズン
| シーズン     | チーム       | GP  | GS  | MPG  | FG%  | 3P%  | FT%  | RPG | APG  | SPG | BPG | PPG  |
| ------------ | ------------ | --- | --- | ---- | ---- | ---- | ---- | --- | ---- | --- | --- | ---- |
| 2020–21      | SAC          | 58  | 20  | 30.1 | .472 | .409 | .857 | 3.0 | 5.3  | 1.3 | .5  | 13.0 |
| 2021–22      | SAC          | 51  | 51  | 34.5 | .457 | .413 | .837 | 3.9 | 7.4  | 1.7 | .7  | 14.3 |
| 2021–22      | IND          | 26  | 26  | 36.1 | .502 | .416 | .849 | 4.3 | 9.6  | 1.8 | .6  | 17.5 |
| 2022–23      | IND          | 56  | 56  | 33.6 | .490 | .400 | .871 | 3.7 | 10.4 | 1.6 | .4  | 20.7 |
| 2023–24      | IND          | 69  | 68  | 32.2 | .477 | .364 | .855 | 3.9 | 10.9 | 1.2 | .7  | 20.1 |
| 2024–25      | IND          | 73  | 73  | 33.6 | .473 | .388 | .851 | 3.5 | 9.2  | 1.4 | .7  | 18.6 |
| 通算         | 通算         | 333 | 294 | 33.0 | .477 | .392 | .855 | 3.7 | 8.8  | 1.5 | .6  | 17.5 |
| オールスター | オールスター | 2   | 1   | 20.5 | .750 | .700 | ---  | 4.0 | 4.5  | .0  | .0  | 25.0 |

#### プレーオフ
| シーズン | チーム | GP | GS | MPG  | FG%  | 3P%  | FT%  | RPG | APG | SPG | BPG | PPG  |
| -------- | ------ | -- | -- | ---- | ---- | ---- | ---- | --- | --- | --- | --- | ---- |
| 2024     | IND    | 15 | 15 | 34.8 | .488 | .379 | .850 | 4.8 | 8.2 | 1.3 | .7  | 18.7 |
| 2025     | IND    | 23 | 23 | 33.6 | .463 | .340 | .828 | 5.3 | 8.6 | 1.3 | .7  | 17.3 |
| 通算     | 通算   | 38 | 38 | 34.1 | .474 | .358 | .833 | 5.1 | 8.4 | 1.3 | .7  | 17.9 |

### カレッジ
| シーズン | チーム            | GP | GS | MPG  | FG%  | 3P%  | FT%  | RPG | APG | SPG | BPG | PPG  |
| -------- | ----------------- | -- | -- | ---- | ---- | ---- | ---- | --- | --- | --- | --- | ---- |
| 2018-19  | アイオワ ステート | 35 | 34 | 33.2 | .515 | .434 | .692 | 3.4 | 3.6 | 1.5 | .9  | 6.8  |
| 2019-20  | アイオワ ステート | 22 | 22 | 36.7 | .504 | .419 | .822 | 5.9 | 6.5 | 2.5 | .7  | 15.2 |
| 通算     | 通算              | 57 | 56 | 34.6 | .509 | .426 | .775 | 4.4 | 4.7 | 1.9 | .8  | 10.1 |

## その他
2024-25シーズンに実施された、NBA選手たち90人が選ぶ、NBAで最も過大評価されている選手を選ぶ投票では、13票を集めて1位になった。
2025年のNBAプレーオフ、イースタン・カンファレンス1回戦のミルウォーキー・バックスとの第5戦において、コートサイドで試合を観戦していたハリバートンの父親が試合終了後、バックスのヤニス・アデトクンボを罵倒し、両者が口論となるトラブルが起きたため、ペイサーズはハリバートンの父親が試合観戦することを当面禁止した。